# Jeanne, la ladra del vento divino
Jeanne, la ladra del vento divino (神風怪盗ジャンヌ?, Kamikaze Kaitō Jannu) è un manga shōjo scritto e disegnato da Arina Tanemura, pubblicato in Giappone sulla rivista Ribon di Shūeisha dal febbraio 1998 al luglio 2000. In Italia è stato pubblicato da Planet Manga dall'agosto 2007 al febbraio 2008.
In contemporanea col manga, ne è stata realizzata una serie televisiva anime in 44 episodi dalla Toei Animation, andata in onda in Giappone su TV Asahi tra il febbraio 1999 e il gennaio 2000. Essa si differenzia in vari punti dal manga.

## Trama
Maron Kusakabe è una ragazza di 16 anni, come tante altre, ma in realtà è la reincarnazione di Giovanna d'Arco e la notte si trasforma nella ladra Jeanne con l'importante incarico di cacciare i demoni che si annidano nei dipinti per impadronirsi della bellezza dei loro osservatori umani. Nella sua missione è aiutata dal mezzo angelo Fin Fish. Quando era molto piccola Maron venne abbandonata dai suoi genitori e da allora vive nella famiglia di Miyako Toudaiji, sua migliore amica e figlia di un Detective della Polizia incaricato di indagare sui furti dei preziosi dipinti. Poco dopo l'inizio della storia compare Chiaki Nagoya un ragazzo che, come Maron, si trasforma in un fascinoso ladro chiamato Sinbad e affiancato dal mezzo-angelo Access Time. Fin fa credere a Maron che Sinbad lavori per il Diavolo, ma non è vero. Nella seconda parte della storia, Jeanne dovrà confrontarsi (senza l'aiuto dell'angelo Fin) con nuovi demoni, più forti e più grandi di quelli di prima, guidati da due nuovi nemici, Noin e Myst, diretti servitori del Diavolo, e Sinbad diventerà suo alleato.
Maron e Chiaki si innamorano, ma il ragazzo le mente costantemente, non dicendole la sua vera identità e nemmeno il fatto che il Diavolo ha fatto il lavaggio del cervello al mezzo-angelo Fin Fish che in seguito diventerà angelo completo e congelerà la città. Ed è per quest'ultimo fatto che l'amore tra i due viene ostacolato: Sinbad aveva l'incarico, conferitogli da Access, di proteggere Maron dai pericoli che sarebbero accaduti in futuro. Maron infatti non sospetta minimamente della vera identità del ragazzo (che sa già tutto), che continuando a mentirle peggiora sempre più la situazione e non si dimostra affidabile agli occhi della ragazza, che però non può smettere di amarlo con tutto il cuore. Alla fine, però, le cose tra i due finiranno per il meglio.

## Personaggi principali

Kaito Jeanne (a sinistra) / Maron Kusakabe (a destra)

Maron Kusakabe (日下部 まろん?, Kusakabe Maron) / Kaito Jeanne (怪盗ジャンヌ?, Kaitō Jannu)
Doppiata da: Hōko Kuwashima (ed. giapponese)
È una dolce e bella ragazza di 16 anni. Frequenta le scuole superiori ed è un'esperta di ginnastica ritmica. Vive da sola, dato che i suoi genitori litigano sempre e la lasciano da sola andando a vivere oltremare, separati. La ragazza, da allora vive col sostegno della famiglia di Miyako, la sua vicina di casa e migliore amica. È una ragazza dal carattere molto dolce e vivace, sempre pronto a spronare gli altri e a tirarli su di morale, ma anche rabbuiato dalla solitudine e dalla tristezza che prova ogni giorno per i suoi cari. In realtà Maron è la reincarnazione di Giovanna D'Arco e il suo alter ego è Kaito Jeanne, la ragazza è infatti capace di trasformarsi in una ladra dagli straordinari poteri magici per combattere i Demoni che tormentavano le anime umane, fino ad ucciderle. Ha un rapporto di grande amicizia con Fin Fish, un mezzo angelo che le dà la possibilità di trasformarsi, e con Miyako Todaiji. Si innamora di Chiaki Nagoya, e i due intraprenderanno una tormentata storia d'amore.
Chiaki Nagoya (名古屋 稚空?, Nagoya Chiaki) / Kaito Sinbad (怪盗シンドバッド?, Kaitō Shindobaddo)
Doppiato da: Susumu Chiba (ed. giapponese)
È un nuovo studente di 16 anni appena trasferitosi nella scuola di Maron. Considerato da Maron un "pervertito" e un "dongiovanni", in realtà sotto si nasconde un animo gentile e allo stesso tempo intraprendente. Dopo la morte della madre in tenera età, Chiaki non ottiene buoni rapporti col padre, che fece numerosi matrimoni e divorzi non pensando alle esigenze di proprio figlio, e per questo scappa di casa e va a vivere da solo accanto all'appartamento di Maron. Come Maron, anche Chiaki ha un alter ego, infatti ha la capacità di trasformarsi in Kaito Sinbad grazie al suo angelo, Access Time. Sinbad, conoscendo la vera identità di Jeanne, la sfida (per aiutarla a superare i problemi che si presenteranno in seguito), ma pian piano si innamora davvero della ragazza dall'animo forte ma gentile. Questo gli comporterà una serie di problemi quando con un inganno Jeanne scopre la sua vera identità, ma riuscirà a riconquistarsi la sua fiducia proteggendola sempre. Alla fine, il ruolo di Sinbad si rivelerà non essere mai stato nemico sin dall'inizio: infatti, assieme all'angelo Access, Sinbad tentava di ottenere più vittorie per evitare il tradimento di Fin.
Miyako Todaiji (東大寺 都?, Tōdaiji Miyako)
Doppiata da: Naoko Matsui (ed. giapponese)
È la vicina di casa e la migliore amica di Maron sin dall'infanzia. Nonostante non conosca la sua doppia identità, è decisa a catturare a tutti i costi la ladra Jeanne e si impegna al massimo ideando sempre nuove trappole, ma che si rivelano ogni volta inutili. Dal carattere molto determinato ma allo stesso tempo altruista, s'innamora in un primo momento di Chiaki, ma notando il suo interesse per Maron decide di mettersi da parte. In una delle puntate finali si scopre che il vero motivo per cui cerca di catturare Jeanne : oltre al fatto di seguire le orme del padre poliziotto, è perché crede sia l'unico modo per scagionare l'amica dalle voci che circolavano sull'identità della famosa ladra. Alla fine della storia, dopo essere stata liberata dal demone che la possedeva, scopre chi è realmente Jeanne e coopera con lei per salvare il mondo.
Fin Fish (フィン·フィッシュ?, Fin Fisshu)
Doppiata da: Kumiko Nishihara (ed. giapponese)
È un mezzo angelo che si prende cura di Maron sin da quando era piccola e le consente di trasformarsi nella ladra Jeanne. Durante la storia si scoprirà che tradisce Maron in favore del Signore Del Male, ma è obbligata. Infatti, quando Dio convocò Fin per darle la missione per Maron, il Signore Del Male la cattura e le fa il lavaggio del cervello, me le cancella anche i ricordi che in seguito riaffioreranno. Access vede tutto e, infatti, nel corso della storia rivela che prima che Fin arrivasse sulla Terra da Maron,era stata costretta dal re Demone a dargli il potere di Dio una volta terminato il lavoro di Maron/Jeanne e passare dalla sua parte ,ma grazie a Jeanne ritornerà ad essere la "Fin buona" di sempre. Nel manga le cose accadono diversamente rispetto alla serie animata: infatti Fin alla fine della storia morirà ma come ricompensa per il lavoro svolto Dio le permetterà di reincarnarsi nella futura figlia di Maron e Chiyaki, Natsuki.
Access Time (アクセス·タイム?, Akusesu Taimu)
Doppiato da: Akiko Yajima (ed. giapponese)
È l'angelo di Chiaki che gli permette di trasformarsi in Kaito Sinbad. È un personaggio molto simpatico e pasticcione, ed è un grande amico per Chiaki. È profondamente innamorato di Fin Fish e infatti ottiene da Dio la missione di far rinsavire Fin e di impedire la riuscita dei piani del re Demone con l'aiuto di Chiaki/Sinbad. Nel manga, dopo la morte di Fin, deciderà, per amor suo, di reincarnarsi nel figlio di Miyako, Shinjii; in modo da poter stare insieme a lei.

## Manga
Il manga è stato pubblicato sulla rivista Ribon a partire dal febbraio 1998 e successivamente serializzato in 7 tankōbon dal settembre dello stesso anno all'agosto 2000. Nel luglio 2007 la serie è stata ristampata in 6 volumi in formato kanzenban; nel 2013, invece, è uscita in soli 5 volumi.
In Italia è stato pubblicato dalla Planet Manga con il titolo Jeanne, la ladra del vento divino a partire dall'agosto 2007 al febbraio 2008, in 7 volumi fedeli all'originale. È arrivato anche negli Stati Uniti da CMX Manga, in Corea del Sud da Haksan Publish, in Indonesia da M&C Comics, in Spagna da Planeta DeAgostini e in Germania, Svezia, Polonia e Finlandia da Egmont. Nell'agosto del 2013, la Viz Media annuncia di aver acquistato i diritti dell'edizione in 5 volumi per gli Stati Uniti, pubblicando il primo volume a marzo 2014.

### Volumi
| Nº | Titolo italiano Giapponese 「Kanji」 - Rōmaji - Traduzione letterale                                             | Data di prima pubblicazione       | Data di prima pubblicazione |
| Nº | Titolo italiano Giapponese 「Kanji」 - Rōmaji - Traduzione letterale                                             | Giapponese                        | Italiano                    |
| 1  | Jeanne, la ladra del vento divino 1 「神風怪盗ジャンヌ １」 - Kamikaze Kaitō Jannu 1 – "Kamikaze Kaito Jeanne 1" | settembre 1998 ISBN 4-08-856100-7 | 30 agosto 2007              |
| 2  | Jeanne, la ladra del vento divino 2 「神風怪盗ジャンヌ ２」 - Kamikaze Kaitō Jannu 2 – "Kamikaze Kaito Jeanne 2" | gennaio 1999 ISBN 4-08-856120-1   | 26 settembre 2007           |
| 3  | Jeanne, la ladra del vento divino 3 「神風怪盗ジャンヌ ３」 - Kamikaze Kaitō Jannu 3 – "Kamikaze Kaito Jeanne 3" | maggio 1999 ISBN 4-08-856142-2    | 24 ottobre 2007             |
| 4  | Jeanne, la ladra del vento divino 4 「神風怪盗ジャンヌ ４」 - Kamikaze Kaitō Jannu 4 – "Kamikaze Kaito Jeanne 4" | settembre 1999 ISBN 4-08-856163-5 | 28 novembre 2007            |
| 5  | Jeanne, la ladra del vento divino 5 「神風怪盗ジャンヌ ５」 - Kamikaze Kaitō Jannu 5 – "Kamikaze Kaito Jeanne 5" | febbraio 2000 ISBN 4-08-856189-9  | 24 dicembre 2007            |
| 6  | Jeanne, la ladra del vento divino 6 「神風怪盗ジャンヌ ６」 - Kamikaze Kaitō Jannu 6 – "Kamikaze Kaito Jeanne 6" | giugno 2000 ISBN 4-08-856211-9    | 30 gennaio 2008             |
| 7  | Jeanne, la ladra del vento divino 7 「神風怪盗ジャンヌ ７」 - Kamikaze Kaitō Jannu 7 – "Kamikaze Kaito Jeanne 7" | agosto 2000 ISBN 4-08-856221-6    | 27 febbraio 2008            |

## Anime
Kamikaze kaito Jeanne è stato adattato in una serie anime di 44 episodi da Toei Animation, andati in onda tra il febbraio 1999 e il gennaio 2000 su TV Asahi. A differenza del manga, l'anime si focalizza sulla tormentata storia d'amore di Maron/Jeanne e Chiaki/Sinbad e finisce solo con la vittoria di Jeanne: Fin infatti rinsavisce, e assieme a Jeanne, Chiaki, Access e Miyako, ritorna a casa. Ma nel manga il finale è diverso: Fin infatti riprende a essere la Fin buona, ma per salvare Maron, viene uccisa. Access, non potendo sopportare una cosa del genere, chiede a Maron e a Chiaki di cedere i loro poteri in modo che lui e Fin si possano incontrare in un'altra vita, e vivere il loro amore serenamente. Entrambi accettano; e sia Access che Fin spariscono. Dopo che Maron e Chiaki ritornano ai loro appartamenti, Maron si sorprende nel trovare i suoi genitori rappacificati di nuovo a casa. La storia poi si riapre 17 anni dopo, dove vediamo Miyako sposata con un suo vecchio compagno di classe, Yamato Minazuki e con il loro figlio Shinji (la rincarnazione di Access), Chiaki che lavora come medico nell'ospedale di suo padre, e Maron, sua moglie, con la piccola Natsuki, la rincarnazione di Fin.

### Episodi
| Nº | Titolo italiano (traduzione letterale) Giapponese 「Kanji」 - Rōmaji                                                                      | In onda           | In onda |
| Nº | Titolo italiano (traduzione letterale) Giapponese 「Kanji」 - Rōmaji                                                                      | Giapponese        |         |
| 1  | Una ladra con un biglietto da visita 「怪盗は予告状とともに」 - Kaitō wa yokokujō to tomo ni                                              | 13 febbraio 1999  |         |
| 2  | Il bersaglio è il legame tra padre e figlia!? 「標的は親子の絆！？」 - Tāgetto wa oyako no kizuna!?                                       | 20 febbraio 1999  |         |
| 3  | Accerchiamento! Il nemico è il corpo studentesco 「包囲網！敵は全校生徒」 - Hōimō! Teki wa zenkōseito                                     | 27 febbraio 1999  |         |
| 4  | Il compito di un ladro è anche salvare una società!? 「泥棒仕事は企業も救う！？」 - Dorobu shigoto wa kigyō mo sukuu!?                    | 6 marzo 1999      |         |
| 5  | Allerta all'aeroporto! 「エアポート非常警戒！」 - Eapōto hijōkeikai!                                                                      | 13 marzo 1999     |         |
| 6  | Il compagno di squadra è una misteriosa vecchia signora? 「相棒は謎のおばあちゃん？」 - Aibō wa nazo no obā-chan?                         | 20 marzo 1999     |         |
| 7  | Padre e figlia investigatori! L'ultimo azzardo 「親子刑事！最後の賭け」 - Oyako keiji! Saigo no kake                                      | 27 marzo 1999     |         |
| 8  | Ruba la melodia dell'amore! 「愛のメロディを盗め！」 - Ai no merodi wo nusume!                                                            | 3 aprile 1999     |         |
| 9  | Il crudele scacco matto 「非情のチェックメイト」 - Hijō no chekkumeito                                                                    | 10 aprile 1999    |         |
| 10 | L'uomo con la maschera! Chi è veramente? 「仮面の男！本物は誰だ？」 - Kamen no otoko! Honmono wa dare da?                                 | 17 aprile 1999    |         |
| 11 | Aa, lo splendido cuore di un ufficiale 「ああ、美しき刑事の心」 - Aa, utsukushiki keimi no kokoro                                         | 24 aprile 1999    |         |
| 12 | Il pin è più potente della spada! 「ピンは剣よりも強し！」 - Pin wa ken yori mo tsuyoshi!                                                 | 1º maggio 1999    |         |
| 13 | L'indimenticabile cuore di un ladro 「忘れな草のハート泥棒」 - Wasurenagusa no hāto dorobō                                                | 8 maggio 1999     |         |
| 14 | Il bersaglio è un abito da sposa 「ターゲットは花嫁衣裳」 - Tāgetto wa wedingu doresu                                                     | 15 maggio 1999    |         |
| 15 | Scioccante confessione d'amore al parco divertimenti! 「遊園地の衝撃告白！」 - Yūenchi no shōgeki kokuhaku!                               | 22 maggio 1999    |         |
| 16 | Un primo bacio illuminato dalla luce lunare! 「初キスは月光に輝く！」 - Fāsuto kisu wa gekkō ni kagayaku!                                 | 29 maggio 1999    |         |
| 17 | Improvvisa intimità! Il tempestoso arrivo dell'amore 「急接近！恋のハリケーン台風上陸」 - Kyū sekkin! Koi no harikēn taifū jōriku         | 5 giugno 1999     |         |
| 18 | Un demone attacca la medaglia dell'amicizia 「悪魔が襲う友情の勲章」 - Akuma ga osou yūjō no kunshō                                       | 12 giugno 1999    |         |
| 19 | Sigillata! La prova d'amore di un padre 「封印！父の愛の証明」 - Fūin! Chichi no ai no shōmei                                             | 19 giugno 1999    |         |
| 20 | Il giorno in cui il coraggio e la speranza si ruppero 「元気に勇気が壊れた日」 - Genki ni yūki ga kowareta hi                             | 26 giugno 1999    |         |
| 21 | Miyako, spara all'amore e all'amicizia! 「都、恋と友情を撃つ！」 - Miyako, koi to yūjō wo utsu!                                           | 3 luglio 1999     |         |
| 22 | Immersione! La morte doppia della ladra 「ダイブ！Ｗ怪盗死す」 - Daibu! Daburu kaitō shisu                                                | 10 luglio 1999    |         |
| 23 | Scacco matto! La magica farfalla Blue Morpho 「狙撃！魔性の青い蝶」 - Chekkumeito! Mashō no Burū Morufo                                   | 17 luglio 1999    |         |
| 24 | Il panico delle scimmie su una nave lussiosa 「豪華客船モンキー騒動」 - Gōka kyakusen monkī panikku                                       | 7 agosto 1999     |         |
| 25 | Storia di fantasmi! L'estate dello spettro della scuola 「怪談！幽霊学校の夏」 - Kaidan! Yūrei gakkō no natsu                             | 14 agosto 1999    |         |
| 26 | Infiltrazione! Il castello meccanico dei ninja 「潜入！カラクリ忍者城」 - Sennyū! Karakuri ninja-jō                                       | 21 agosto 1999    |         |
| 27 | Separazione in lacrime: l'angelo Fin 「涙のお別れ 天使フィン」 - Namida no owakare Tenshi Fin                                             | 11 settembre 1999 |         |
| 28 | L'avvento dei demoni! Tempo per una nuova trasformazione 「悪魔降臨！新変身の時」 - Akuma kōrin! Shin henshin no toki                     | 18 settembre 1999 |         |
| 29 | Davvero bellissimo! Appare l'insegnante misterioso 「超美形！謎の先生登場」 - Chō bikei! Nazo no sensei tōjō                              | 25 settembre 1999 |         |
| 30 | Lo spirito combattivo bollente che si risveglia energico 「元気復活で燃える闘志」 - Genki fukkatsu de moeru tōshi                         | 2 ottobre 1999    |         |
| 31 | La ladra compare finalmente in uno spot!? 「怪盗ついにＣＭ出演！？」 - Kaitō tsui ni CM shutsuen!?                                        | 9 ottobre 1999    |         |
| 32 | Kaito Jeanne ordine di eliminazione!! 「怪盗ジャンヌ抹殺指令！！」 - Kaitō Jannu massatsu shirei!!                                        | 23 ottobre 1999   |         |
| 33 | Bugiardo Sinbad!! 「嘘つきシンドバッド！！」 - Usotsuki Shindobaddo!!                                                                     | 30 ottobre 1999   |         |
| 34 | Dichiarazione di separazione! Ormai non credo più a nessuno!! 「別離宣言！もう誰も信じない！！」 - Betsuri sengen! Mō dare mo shinjinai!! | 6 novembre 1999   |         |
| 35 | Il ritorno del potere dell'amore di Jeanne! 「ジャンヌ復活のＬＯＶＥパワー！」 - Jannu fukkatsu no LOVE pawā!                             | 13 novembre 1999  |         |
| 36 | Il ladro è un alleato dell'investigatore!? 「泥棒は刑事の味方か！？」 - Dorobō wa keiji no mikata ka!?                                    | 20 novembre 1999  |         |
| 37 | Un ragazzo con il cuore di un demone 「悪魔の心臓を持つ少年」 - Akuma no shinzō wo motsu shōnen                                           | 27 novembre 1999  |         |
| 38 | È deciso!? Lo scacco matto di tristezza 「決断！？悲しみの封印」 - Ketsudan!? Kanashimi no chekkumeito                                    | 4 dicembre 1999   |         |
| 39 | Il desiderio è uno solo! Verso un padre e una madre 「願いは一つ！父と母に」 - Negai wa hitotsu! Chichi to haha ni                        | 11 dicembre 1999  |         |
| 40 | Una malvagia trasformazione! L'assalto di Mist 「邪悪変身！ミスト猛攻」 - Jaaku henshin! Misuto mōkō                                      | 18 dicembre 1999  |         |
| 41 | Riunione con Fin!! Un drammatico incubo 「再会フィン！！劇的悪夢」 - Saikai Fin!! Gekiba akumu                                            | 8 gennaio 2000    |         |
| 42 | Ladra, oltrepassa il tempo e lo spazio!! 「怪盗、時空を越える！！」 - Kaitō, jikū wo koeru!!                                              | 15 gennaio 2000   |         |
| 43 | Amicizia distrutta!? La battaglia decisiva nel malvagio castello di ghiaccio 「友情崩壊！？魔氷城決戦」 - Yūjō hōkai!? Mahyō-jō kessen    | 22 gennaio 2000   |         |
| 44 | Tu, diventa la Dea del Vento! 「汝、神風となれ！」 - Nanji, Kamikaze to nare!                                                             | 29 gennaio 2000   |         |

### Sigle
Sigla di apertura
- PIECE OF LOVE, di SHAZNA (ep. 1-27)
- Dive into Shine, di Lastier (ep. 28-44)

Sigla di chiusura
- Haruka… (ハルカ⋯?), di PIERROT (ep. 1-27)
- Till The End ~Owaranai ai wo~ (Ｔｉｌｌ Ｔｈｅ Ｅｎｄ ～終わらない愛を～?), di HIBIKI (ep. 28-44)

## CD
La colonna sonora della serie animata non è mai stata pubblicata e solamente un disco con le image song dei personaggi è stato messo in commercio.
| Nº | Titolo CD                                                                | Numero tracce | Data uscita   |
| -- | ------------------------------------------------------------------------ | ------------- | ------------- |
| 1  | Kamikaze Kaito Jeanne - Image Album (神風怪盗ジャンヌ イメージアルバム?) | 10            | 9 giugno 1999 |

## Libri e romanzi

### Art book
1. Arina Tanemura Illust-shū Kamikaze Kaito Jeanne (種村有菜イラスト集 神風怪盗ジャンヌ?), Shūeisha, luglio 2000, ISBN 4-08-855097-8.[11]

### Light novel
Dal dicembre 2013 sono state pubblicate con l'etichetta Mirai Bunko di Shūeisha delle light novel basate sulla serie, con Arina Tanemura in qualità di illustratrice delle copertine.
| Nº | Titolo                                                                                                   | Data uscita     | ISBN                   |
| -- | --- | --------------- | ---------------------- |
| 1  | Kamikaze Kaito Jeanne 1 - Bishōjo kaitō, tadaima sanjō! (神風怪盗ジャンヌ１ 美少女怪盗、ただいま参上！?) | 5 dicembre 2013 | ISBN 978-4-08-321187-4 |
| 2  | Kamikaze Kaito Jeanne 2 - Nazo no kaitō Sinbad!? (神風怪盗ジャンヌ２ 謎の怪盗シンドバッド！？?)          | 5 febbraio 2014 | ISBN 978-4-08-321195-9 |
| 3  | Kamikaze Kaito Jeanne 3 - Ugokidashita unmei!! (神風怪盗ジャンヌ３ 動きだした運命！！?)                  | 2 maggio 2014   | ISBN 978-4-08-321211-6 |
| 4  | Kamikaze Kaito Jeanne 4 - Saigo no checkmate (神風怪盗ジャンヌ４ 最後のチェックメイト?)                  | 5 agosto 2014   | ISBN 978-4-08-321226-0 |

## Accoglienza
Retrospettivamente, la rivista Famitsū ha classificato Maron Kusakabe come la diciassettesima eroina più famosa degli anime degli anni '90.